# Леглиз
Леглиз — коммуна в Валлонии, расположенная в провинции Люксембург, округ Нёфшато. Принадлежит Французскому языковому сообществу Бельгии. На площади 172,92 км² проживают 4080 человек (плотность населения — 24 чел./км²), из которых 50,42 % — мужчины и 49,58 % — женщины. Средний годовой доход на душу населения в 2003 году составлял 10 839 евро.
Почтовый код: 6860. Телефонный код: 063.